# Elenco da trilogia Os Mutantes
A seguir se apresenta a lista de atores e atrizes da trilogia Caminhos do Coração, Os Mutantes e Promessas de Amor, telenovelas brasileira de ficção científica e fantasia, produzida pela Rede Record e transmitida originalmente entre 2007 e 2009. Aqui está listado o elenco desta telenovela. Há participações especiais, em que atores exercem pequenos papéis, geralmente limitando-se a um único capítulo.
Escrita por Tiago Santiago, com colaboração de Altenir Silva, Camilo Pellegrini, Doc Comparato, Gibran Dipp, Maria Cláudia Oliveira, Maria Mariana e Vívian de Oliveira, com direção geral de Alexandre Avancini, é a 9.ª novela exibida pela emissora desde a retomada da dramaturgia, substituindo Luz do Sol e precedendo Bela, a Feia. Após ter estreado como "novela das dez" pela emissora, a novela sofreu uma mudança de horário com Amor e Intrigas para às 20h40 após a direção avaliar que a trama atraia o público infantojuvenil. A trilogia foi exibido entre 28 de agosto de 2007 e 3 de agosto de 2009, contabilizando 587 episódios e tornando-se naquela época a segunda telenovela mais longa da história brasileira, apenas atrás Redenção.
A inspiração para os personagens veio das mais variadas fontes, a série de televisão norte-americanas Lost, personagens das editoras Marvel e DC Comics, de filmes clássicos, como A Ilha do Dr. Moreau (1996), A Hora do Pesadelo (1984) – o mutante Pesadelo remete a Freddy Krueger. Para o mutante Vavá, ele buscou inspirações na história de Mogli. Ou baseado em personagens do folclore brasileiro, como os mutantes Curupira, Iara, e Pisadeira, além da mitologia grega, como o Minotauro, as três irmãs Górgona e Aquiles.
A trama já foi reprisada algumas vezes no decorrer dos anos: Em 2010 a primeira temporada foi exibida com alguns cortes. Em 2019 e 2020, a primeira e a segunda temporada foram reprisadas na íntegra.

## Elenco
Os personagens principais da primeira temporada da trama eram compostos pela artista circense Maria Luz (Bianca Rinaldi), sequestrada ainda bebê, o policial federal Marcelo Montenegro (Leonardo Vieira) com sua filha Tatiana Montenegro (Letícia Medina), a cientista especializada em genética Júlia Zaccarias (Ittala Nandi), o delegado corrupto Sigismundo Taveira (Gabriel Braga Nunes) e o criminoso Eric Fusilli (Tuca Andrada), contratado pela Chefia para realizar assassinatos, sequestros e outros serviços sujos, incluindo exterminar alguns mutantes, enquanto Cassandra Fontes Martinelli (Angelina Muniz), Írma (Patricya Travassos) e Aristóteles Mayer (André De Biase) completavam o elenco principal da clínica Progênese e Família Mayer. Apesar de ser um papel crucial, Walmor Chagas que interpretou Sócrates Mayer, o dono das clínicas Progênese, apareceu apenas por cinco episódios na primeira fase da trilogia.
A atriz Bianca Rinaldi, que vivia a protagonista Maria, disse a Flávio Ricco e José Armando Vannucci para o livro “Biografia da Televisão Brasileira”: “Como só usei dublês na segunda fase da novela, em função da minha irmã gêmea que apareceu na trama, me preparei com aulas de circo e Muay Thai para os momentos de luta e que exigiam mais habilidade corporal.” Além disso, Bianca Rinaldi e Tuca Andrada foram os primeiros nomes a serem reservados para a novela, ainda em novembro de 2006.
Para a segunda temporada, Julianne Trevisol, Sacha Bali, Giselle Policarpo, Felipe Folgosi e Maurício Ribeiro foram promovidos para parte do elenco principal devido a grande popularidade de seus personagens. Os personagens Telê (Rômulo Arantes Neto) e Draco (Rômulo Estrela) que entraram no final da primeira temporada também foram promovidos como parte do elenco principal na temporada seguinte.  Enquanto isso, os debutantes Maytê Piragibe, Marcos Pitombo, Mário Frias, Juan Alba e Babi Xavier entraram na trama assumindo papéis principais. Lana Rhodes que estava destinada a sair da telenovelas por alguns episódios e retornar como vampira, acabou saindo definitivamente devido descobrir sua primeira gravidez. Diversos talentos como Tuca Andrada, Gabriel Braga Nunes, Karen Junqueira e Fernanda Nobre deixaram a dramaturgia para juntarem-se a telenovela Poder Paralelo por pedidos de Lauro César Muniz que já havia trabalhado com alguns dos nomes. Em entrevista ao UOL, Tiago Santiago lamentou ter que tirar da trama, por imposição da emissora, o casal Fredo e Marta, vivido por Petrônio Gontijo e Miriam Freeland. “Eram personagens fortes que tinha na segunda temporada e tive que tirar porque eles iam para outra novela. Um casal importante para mim, então foi bem difícil na época”, lamentou o autor. Enquanto isso, Raul Gazolla, Flávia Monteiro, Carolina Holanda, Cláudia Alencar e Jonathan Haagensen entraram para o elenco recorrente.
Na terceira e última temporada foi onde teve a mudança mais brusca do elenco, com Bianca Rinaldi e Leonardo Vieira deixando o elenco; porém como a atriz ficou grávida no final de 2008, o autor teve que modificar os planos e incluir outro casal principal, sendo que com isso Leonardo acabou tendo que deixar a trama também. Luana Piovani foi convidada para interpretar a nova protagonista, porém não chegou a um acordo sobre o salário. Com isso, Renata Dominguez e Luciano Szafir foram anunciados como protagonistas em 23 de janeiro de 2009. Além de Dominguez e Szafir, o elenco principal também contou com a adição de Carla Diaz e Celso Bernini, vivendo as crianças da profência – Juno Fischer e Lúcio Figueira – em sua fase adolescente e final, além de Léo Rosa no papel de Nestor Camargo. Outros nomes importantes também deixaram a trilogia: Babi Xavier do elenco principal, Théo Becker e Jonathan Haagensen do elenco recorrente ingressaram na primeira temporada do reality show A Fazenda. Entretanto, essa foi a temporada com mais personagens no elenco principal, com um total de 16. Nomes como Adriano Reys, Françoise Forton, Bianca Castanho, Ricky Tavares, Paulo Figueiredo, Patrícia Werneck ingressaram no elenco como personagens recorrentes. Bianca Castanho havia sido cogitada para o papel de Érica Ramos, porém o autor optou por Andréa Avancini, uma vez que Bianca seria muito nova para formar o par romântico com Eduardo Lago.
Outros talentos recorrentes com bastante destaque na trilogia foram Claudio Heinrich, Pathy Dejesus, Pedro Malta, Louise D'Tuani, Cássio Ramos, Juliana Xavier, Sérgio Malheiros, Paulo Nigro, Angelo Paes Leme, Daniel Aguiar, Nanda Ziegler, Liliana Castro, Eduardo Lago, Rocco Pitanga, André Mattos, José Dumont, Fernando Pavão, Rafaela Mandelli e Andréa Avancini. Entre os convidados especiais, destaca-se José Loreto, Walmor Chagas, Lance Henriksen, Natália Guimarães, Karina Bacchi, Micael Borges, Preta Gil, Ricardo Macchi, Paulo Gorgulho, Darlene Glória e o estaduniense Lance Henriksen. Karina Bacchi, que teria sua personagem fixa na novela, se tornou uma participação especial devido a atriz pedir afastamento após o primeiro mês para ser repórter do Domingo Espetacular.
Nomes como Fernanda Montenegro, Rodrigo Santoro, Marília Pêra e Fúlvio Stefanini também foram sondados para participar da trama em sua primeira temporada, mas por diversos fatores acabaram caminhando para outros projetos. Lavínia Vlasak que estava cotada para participar da segunda temporada acabou ficando de fora devido uma gravidez. Ela interpretaria Dra. Gabriela de Souza, com isso, o papel foi direcionado para Carolina Holanda, que permaneceu na trama por duas temporadas.
Essa foi a primeira telenovela de diversos nomes que estrelaram a trilogia, como Fafá de Belém, Karen Junqueira, Allan Souza Lima, Toni Garrido, Natasha Haydt, Suyane Moreira, Natália Guimarães, Paloma Bernardi, Pedro Nercessian, Roberta Valente, Milena Ferrari, Paula Palmieri, Saulo Meneghetti, Elcio Monteze  e José Loreto.
Para talentos como, Pathy Dejesus, Diego Cristo, e Thiago Gagliasso essa foi a primeira novela na qual eles participaram como forma recorrente e não apenas participação especial.

### Tabela de membros do elenco
| Principal  | Ator recebeu status de principal na temporada         |
| Regular    | Ator que não aparece de forma principal na temporada  |
| Recorrente | Ator apareceu de forma recorrente durante a temporada |
| Convidado  | Ator apareceu em poucos episódios durante a temporada |
|            | Ator não apareceu nesta temporada                     |

| Ator                             | Personagem                                     | Temporadas             | Temporadas             | Temporadas             |
| Ator                             | Personagem                                     | Caminhos do Coração    | Os Mutantes            | Promessas de Amor      |
| Personagens principais           | Personagens principais                         | Personagens principais | Personagens principais | Personagens principais |
| -------------------------------- | ---------------------------------------------- | ---------------------- | ---------------------- | ---------------------- |
| Ittala Nandi                     | Dra. Júlia Zaccarias                           | Principal              | Principal              | Convidado              |
| Bianca Rinaldi                   | Maria Beatriz dos Santos Luz Mayer             | Principal              | Principal              |                        |
| Bianca Rinaldi                   | Samira Mayer                                   | Principal              | Principal              |                        |
| Leonardo Vieira                  | Marcelo Duarte Montenegro                      | Principal              | Principal              |                        |
| Letícia Medina                   | Tatiana Montenegro (Tati)                      | Principal              | Recorrente             |                        |
| Gabriel Braga Nunes              | Sigismundo Taveira (Taveira)                   | Principal              | Recorrente             |                        |
| Tuca Andrada                     | Eric Fusilli (Lobão)                           | Principal              | Recorrente             |                        |
| André De Biase                   | Aristóteles Mayer (Ari)                        | Principal              | Regular                |                        |
| Patricya Travassos               | Irma Mayer                                     | Principal              | Regular                |                        |
| Angelina Muniz                   | Cassandra Fontes Martinelli                    | Principal              | Recorrente             |                        |
| Julianne Trevisol                | Górgona Medici Mayer (Gór)                     | Recorrente             | Principal              | Principal              |
| Maurício Ribeiro                 | Cristiano Pena (Cris)                          | Recorrente             | Principal              | Principal              |
| Sacha Bali                       | Matheus Morpheus (Metamorfo)                   | Recorrente             | Principal              | Principal              |
| Gisele Policarpo                 | Cléo Mayer                                     | Regular                | Principal              | Principal              |
| Rômulo Estrela                   | Draco                                          | Recorrente             | Principal              | Principal              |
| Rômulo Arantes Neto              | Telê                                           | Recorrente             | Principal              | Principal              |
| Felipe Folgosi                   | Roberto Duarte Montenegro (Beto)               | Principal              | Principal              | Principal              |
| Babi Xavier                      | Juli di Trevi                                  | Convidado              | Principal              |                        |
| Marcos Pitombo                   | José da Silva Valente (Valente)                |                        | Principal              | Principal              |
| Maytê Piragibe                   | Natália Vanarini Palmieri (Nati)               |                        | Principal              | Principal              |
| Juan Alba                        | Átila Ferraz                                   |                        | Principal              | Principal              |
| Mário Frias                      | Lino Rodrigues (Drácula)                       |                        | Principal              | Principal              |
| Carla Diaz                       | Juno Fischer Matoso                            |                        |                        | Principal              |
| Celso Bernini                    | Lúcio Figueira Rodrigues                       |                        |                        | Principal              |
| Renata Dominguez                 | Sofia Drumont Cordeiro                         |                        |                        | Principal              |
| Luciano Szafir                   | Amadeus Cordeiro                               |                        |                        | Principal              |
| Luciano Szafir                   | Bernardo Cordeiro                              |                        |                        | Principal              |
| Léo Rosa †                       | Nestor Camargo                                 |                        |                        | Principal              |
| Personagens recorrentes          |                                                |                        |                        |                        |
| Ator                             | Personagem                                     | Caminhos do Coração    | Os Mutantes            | Promessas de Amor      |
| Pathy Dejesus                    | Perpétua Salvador                              | Recorrente             | Recorrente             | Recorrente             |
| Pedro Malta                      | Eugênio Menezes Figueira (Gêninho)             | Recorrente             | Recorrente             | Recorrente             |
| Louise D'Tuani                   | Ísis de Almeida                                | Recorrente             | Recorrente             | Recorrente             |
| Shaila Arsene                    | Clara Menezes Figueira                         | Recorrente             | Recorrente             | Recorrente             |
| Cássio Ramos                     | Valfredo Pachola (Vavá)                        | Recorrente             | Recorrente             | Recorrente             |
| Júlia Maggessi                   | Ângela Menezes Figueira (Anjinha)              | Recorrente             | Recorrente             | Recorrente             |
| Juliana Xavier                   | Ágata Magalhães                                | Recorrente             | Recorrente             | Recorrente             |
| Sérgio Malheiros                 | Aquiles Magalhães                              | Recorrente             | Recorrente             | Recorrente             |
| Nanda Ziegler                    | Bianca Fischer                                 | Recorrente             | Recorrente             | Recorrente             |
| Andréa Avancini                  | Érica Ramos                                    | Recorrente             | Recorrente             | Recorrente             |
| Rocco Pitanga                    | Dr. Armando Carvalho Pinto                     | Recorrente             | Recorrente             | Recorrente             |
| Claudio Heinrich                 | Danilo Mayer (Danilinho)                       | Recorrente             | Recorrente             | Convidado              |
| Suyane Moreira                   | Iara                                           | Recorrente             | Recorrente             | Convidado              |
| Paulo Nigro                      | Antônio Mayer (Toni)                           | Recorrente             | Recorrente             | Convidado              |
| Eduardo Lago                     | Luiz Guilherme Batista Figueira (Guiga)        | Recorrente             | Recorrente             | Convidado              |
| Perfeito Fortuna                 | Petrônio Luz (Pepe)                            | Recorrente             | Convidado              | Recorrente             |
| Lígia Fagundes                   | Leonor Figueira                                | Convidado              | Recorrente             | Recorrente             |
| Jorge Pontual                    | Felipe Matoso                                  | Convidado              | Recorrente             | Recorrente             |
| Françoise Forton †               | Juiza                                          | Convidado              | Convidado              | Recorrente             |
| Françoise Forton †               | Cristina Dorange                               | Convidado              | Convidado              | Recorrente             |
| Françoise Forton †               | Estela Dorange                                 | Convidado              | Convidado              | Recorrente             |
| Helena Xavier                    | Simone dos Santos                              | Recorrente             | Convidado              | Convidado              |
| Karen Junqueira                  | Fúria                                          | Recorrente             | Recorrente             |                        |
| Liliana Castro                   | Janete Fontes Martinelli                       | Recorrente             | Recorrente             |                        |
| André Mattos                     | Paulo Pachola (Pachola)                        | Recorrente             | Recorrente             |                        |
| Daniel Aguiar                    | Vladmir Pereira (Vlado)                        | Recorrente             | Recorrente             |                        |
| Fernando Pavão                   | Noel Machado (Noé)                             | Recorrente             | Recorrente             |                        |
| Theo Becker                      | Fernando Biavatti (Cobrão)                     | Recorrente             | Recorrente             |                        |
| José Dumont                      | Teófilo Magalhães (Téo)                        | Recorrente             | Recorrente             |                        |
| Diego Cristo                     | Hélio Bezerra                                  | Recorrente             | Recorrente             |                        |
| André Segatti                    | Ernesto Justo                                  | Recorrente             | Recorrente             |                        |
| Lana Rhodes                      | Esmeralda Nascimento Medeiros                  | Recorrente             | Recorrente             |                        |
| Rafaela Mandelli                 | Regina Mayer                                   | Recorrente             | Recorrente             |                        |
| Maria Ceiça                      | Rosana Magalhães                               | Recorrente             | Recorrente             |                        |
| Allan Souza Lima                 | Meduso                                         | Recorrente             | Convidado              |                        |
| Thaís Fersoza                    | Célia de Souza (Celinha)                       | Recorrente             | Convidado              |                        |
| Taumaturgo Ferreira              | Tarcísio Batista                               | Recorrente             | Convidado              |                        |
| Helder Agostini                  | Demétrio                                       | Recorrente             | Convidado              |                        |
| Jean Fercondini                  | Lucas Fontes Martinelli                        | Recorrente             | Convidado              |                        |
| Fernanda Nobre                   | Lucia Rocha                                    | Recorrente             | Convidado              |                        |
| Marina Miranda †                 | Marisa Gama                                    | Recorrente             | Convidado              |                        |
| Cássio Scapin                    | Dr. César Rubicão                              | Recorrente             | Convidado              |                        |
| Preta Gil                        | Helga Silva da Silveira                        | Recorrente             | Convidado              |                        |
| Fafá de Belém                    | Ana Gabriela dos Santos Luz                    | Recorrente             | Convidado              |                        |
| Sebastião Vasconcelos †          | Mauro Fontes                                   | Recorrente             | Convidado              |                        |
| Angelo Paes Leme                 | Rodrigo Mayer                                  | Recorrente             |                        |                        |
| Monica Carvalho                  | Amália Fortunato                               | Recorrente             |                        |                        |
| Anna Markun                      | Juanita Biavatti                               | Recorrente             |                        |                        |
| Guilherme Trajano                | Daniel Malafatti (Dino)                        | Recorrente             |                        |                        |
| Gabriela Moreyra                 | Graziela Machado (Grazi)                       | Recorrente             |                        |                        |
| Ana Rosa                         | Dalva Duarte Montenegro                        | Recorrente             |                        |                        |
| Natasha Haydt                    | Paola Riccete                                  | Recorrente             |                        |                        |
| Ana Carbatti                     | Drª. Beatriz Gonçalves de Souza                | Recorrente             |                        |                        |
| Alexandre Barillari              | Ramon Fusily                                   | Recorrente             |                        |                        |
| Regina Dourado †                 | Altina da Silva Carvalho (Dona Tina)           | Recorrente             |                        |                        |
| Toni Garrido                     | Gustavo Gama (Gudi)                            | Recorrente             |                        |                        |
| Ronnie Marruda                   | Comandante Micael Pedreira                     | Recorrente             |                        |                        |
| Ana Paula Moraes                 | Marli da Silva                                 | Recorrente             |                        |                        |
| Maria Carolina Ribeiro           | Silvana Madino                                 | Recorrente             |                        |                        |
| Myriam Pérsia                    | Mariana Mayer                                  | Convidado              | Recorrente             |                        |
| Petrônio Gontijo                 | Fredo Cavalcanti                               | Convidado              | Recorrente             |                        |
| Flávia Monteiro                  | Viviane Menezes Figueira                       | Convidado              | Recorrente             |                        |
| Paloma Bernardi                  | Luna Reis                                      | Convidado              | Recorrente             |                        |
| Nathália Guimarães               | Ariadne Oliveira (Mulher-Aranha)               | Convidado              | Recorrente             |                        |
| Carolina Holanda                 | Dra. Gabriela de Souza                         |                        | Recorrente             | Recorrente             |
| Milena Ferrari                   | Aline Reis                                     |                        | Recorrente             | Recorrente             |
| Roberta Valente                  | Cláudia Salvador Silva                         |                        | Recorrente             | Recorrente             |
| Arthur Lopes                     | Luciano Solar Donato                           |                        | Recorrente             | Recorrente             |
| Paula Palmieri                   | Hiromi Miwazawa                                |                        | Recorrente             | Recorrente             |
| Elcio Monteze                    | Melquior Donato                                |                        | Recorrente             | Recorrente             |
| Miriam Freeland                  | Marta Pureza                                   |                        | Recorrente             |                        |
| Thiago Gagliasso                 | Gaspar                                         |                        | Recorrente             |                        |
| Jonathan Haagensen               | Miguel Ângelo                                  |                        | Recorrente             |                        |
| Pedro Nercessian                 | Tarso de Albuquerque Andrade                   |                        | Recorrente             |                        |
| Raul Gazolla                     | João Ricardo Borba Gato de Albuquerque Andrade |                        | Recorrente             |                        |
| Cláudia Alencar                  | Sandra Gisa de Albuquerque Andrade             |                        | Recorrente             |                        |
| Antônio Pitanga                  | Newton Carvalho                                |                        | Recorrente             |                        |
| Marcelo Reis                     | Bram                                           |                        | Recorrente             |                        |
| Lívia Rossi                      | Ceres                                          |                        | Recorrente             |                        |
| Rogério Fabiano                  | Ezequiel Gottardo                              |                        | Convidado              | Recorrente             |
| Rogério Fabiano                  | Emanuel Gottardo                               |                        | Convidado              | Recorrente             |
| Bianca Castanho                  | Armanda Ponte Cordeiro                         |                        |                        | Recorrente             |
| Paulo Figueiredo                 | Círilo Camargo                                 |                        |                        | Recorrente             |
| Sílvia Bandeira                  | Isabel Camargo                                 |                        |                        | Recorrente             |
| Gorete Milagres                  | Renata Avelar                                  |                        |                        | Recorrente             |
| Patrícia Werneck                 | Marli Avelar                                   |                        |                        | Recorrente             |
| Nathália Limaverde               | Silvia Camargo                                 |                        |                        | Recorrente             |
| Carolina Bezerra                 | Liliana Sá (Lili)                              |                        |                        | Recorrente             |
| Stein Jr.                        | Joaquim Dorange (Grilo)                        |                        |                        | Recorrente             |
| Adriano Reys †                   | Antônio Cordeiro (Tonho)                       |                        |                        | Recorrente             |
| Rafael Calomeni                  | Órion                                          |                        |                        | Recorrente             |
| Érica Collares                   | Carla Neves                                    |                        |                        | Recorrente             |
| Ricky Tavares                    | Aurélio Pitini (Pit)                           |                        |                        | Recorrente             |
| Personagens convidados especiais |                                                |                        |                        |                        |
| Ator                             | Personagem                                     | Caminhos do Coração    | Os Mutantes            | Promessas de Amor      |
| Walmor Chagas †                  | Dr. Sócrates Mayer                             | Convidado              | Convidado              | Convidado              |
| Walmor Chagas †                  | Chefia Oculta                                  | Convidado              | Convidado              | Convidado              |
| Walmor Chagas †                  | Romlaw                                         | Convidado              | Convidado              | Convidado              |
| Déo Garcez                       | Benedito Gama (Bené)                           | Convidado              | Convidado              | Convidado              |
| Marcos Suhre                     | Homem Gelo                                     | Convidado              | Convidado              |                        |
| José Loreto                      | Scorpion                                       | Convidado              | Convidado              |                        |
| Ricardo Petraglia                | Platão Mayer                                   | Convidado              | Convidado              |                        |
| Rô Sant'Anna                     | Ruthinéia (Machadona)                          | Convidado              | Convidado              |                        |
| Java Mayan                       | Joca                                           | Convidado              | Convidado              |                        |
| Daniel Andrade                   | Zé Doido                                       | Convidado              | Convidado              |                        |
| Augusto Vargas                   | Cassiano Dias                                  | Convidado              | Convidado              |                        |
| Augusto Vargas                   | Meta Novo                                      | Convidado              | Convidado              |                        |
| Giuliano Candiago                | Adolfo                                         | Convidado              | Convidado              |                        |
| Danilo Sacramento                | Joaquim (Quim)                                 | Convidado              | Convidado              |                        |
| Cláudio Andrade                  | Heraldo                                        | Convidado              | Convidado              |                        |
| Carlos Thiré                     | Jean Pierre Gauthier                           | Convidado              | Convidado              |                        |
| Bernardo Castro Alves            | Rico                                           | Convidado              | Convidado              |                        |
| Larissa Vereza                   | Antônia                                        | Convidado              | Convidado              |                        |
| Jack Berraquero                  | Cafuringa                                      | Convidado              |                        | Convidado              |
| Emiliano Ruschel                 | Mimético                                       | Convidado              |                        | Convidado              |
| Lance Henriksen                  | Dr. Christopher Walker                         | Convidado              |                        |                        |
| Bruno Miguel                     | Lupi                                           | Convidado              |                        |                        |
| Karina Bacchi                    | Glória Vaz                                     | Convidado              |                        |                        |
| Sabrina Greve                    | Mabel Montenegro                               | Convidado              |                        |                        |
| Fábio Nascimento                 | Minotauro                                      | Convidado              |                        |                        |
| Amandha Lee                      | Felina                                         | Convidado              |                        |                        |
| Raquel Nunes                     | Keila Nunes                                    | Convidado              |                        |                        |
| Micael Borges                    | Juliano                                        | Convidado              |                        |                        |
| Daniel Marinho                   | Capeletti                                      | Convidado              |                        |                        |
| Joaquim Leães de Castro          | Adolfo                                         | Convidado              |                        |                        |
| Mário Cardoso                    | Bento Rocha                                    | Convidado              |                        |                        |
| Adriana Quadros                  | Teresinha Rocha                                | Convidado              |                        |                        |
| Ricardo Macchi                   | Golias                                         | Convidado              |                        |                        |
| João Paulo Silvino               | Homem Leão                                     | Convidado              |                        |                        |
| Daniel Satti                     | Massagista                                     | Convidado              |                        |                        |
| Thiago Zamith                    | Cristiano Pena (Criança)                       | Convidado              |                        |                        |
| Maria Cláudia                    | Drª. Ruth Maciel                               | Convidado              |                        |                        |
| Paulo Gorgulho                   | Josias Martinelli                              | Convidado              |                        |                        |
| Carolina Chalita                 | Marialva                                       | Convidado              |                        |                        |
| Marcio Rosario                   | Taxista de Miami                               | Convidado              |                        |                        |
| Juliana Martins                  | Marlene França                                 | Convidado              |                        |                        |
| Luiz Nicolau                     | Sauro (Pé de Cabra)                            | Convidado              |                        |                        |
| Thiago Luciano                   | Policial                                       | Convidado              |                        |                        |
| Raymundo de Souza                | Juan Figueroa                                  | Convidado              |                        |                        |
| Raymundo de Souza                | Pablo Figueroa                                 | Convidado              |                        |                        |
| Kako Nolasko                     | Falcone                                        | Convidado              |                        |                        |
| Márcio Libar                     | Mendigo                                        | Convidado              |                        |                        |
| Clécio Souto                     | Alceu                                          | Convidado              |                        |                        |
| Anderson Bruno Marques           | Zé Sinistro                                    | Convidado              |                        |                        |
| Maria Sílvia †                   | Magda                                          | Convidado              |                        |                        |
| Bianca Joy Porte                 | Valéria                                        | Convidado              |                        |                        |
| Maria Cristina Gatti             | Coroa                                          | Convidado              |                        |                        |
| Mabel Tube                       | Clarisse                                       | Convidado              |                        |                        |
| Gabriel Macri                    | Pedrinho                                       | Convidado              |                        |                        |
| Úrsula Corona                    | Alicia                                         | Convidado              |                        |                        |
| Bento Ribeiro                    | Encanador                                      | Convidado              |                        |                        |
| Luciano Leme                     | Marino                                         | Convidado              |                        |                        |
| Tammy Luciano                    | Ivonete                                        | Convidado              |                        |                        |
| Cinthia Monnerat                 | Edith                                          | Convidado              |                        |                        |
| Lúcio Fernandes                  | Waldemar                                       | Convidado              |                        |                        |
| Andressa Oliveira                | Raquel Lins                                    | Convidado              |                        |                        |
| Amélia Soares                    | Maria Butina                                   | Convidado              |                        |                        |
| Josh Larger                      | Cliente do Restaurante                         | Convidado              | —                      | —                      |
| Chris Bright                     | Passageiro                                     | Convidado              |                        |                        |
| Selenia Borges                   | Vendedora de Refrigerante                      | Convidado              |                        |                        |
| Cristy Joy                       | Dana                                           | Convidado              |                        |                        |
| Eduardo Muniz                    | Policial                                       | Convidado              |                        |                        |
| Victor Wagner                    | Rei Adamastor                                  |                        | Convidado              |                        |
| Ingra Lyberato                   | Rainha Sibila                                  |                        | Convidado              |                        |
| Fausto Maule                     | Lupo                                           |                        | Convidado              |                        |
| Andréa Leal                      | Rosa Encarnada                                 |                        | Convidado              |                        |
| Jean Beppe                       | Tufão                                          |                        | Convidado              |                        |
| Zulma Mercadante                 | Pisadeira                                      |                        | Convidado              |                        |
| Gabriel Canella                  | Curupira                                       |                        | Convidado              |                        |
| Carla Cabral                     | Rainha Formiga                                 |                        | Convidado              |                        |
| Diogo Oliveira                   | Formigão                                       |                        | Convidado              |                        |
| Nina Morena                      | Zaíra (Mulher Zumbi)                           |                        | Convidado              |                        |
| Felipe Adler                     | Pesadelo                                       |                        | Convidado              |                        |
| Jonathan Nogueira                | Paglia Souza                                   |                        | Convidado              |                        |
| Sebastião Lemos                  | Zé Malandro                                    |                        | Convidado              |                        |
| Karen Marinho                    | Magda                                          |                        | Convidado              |                        |
| William Vita                     | Peçanha                                        |                        | Convidado              |                        |
| Saulo Meneghetti                 | Vamp                                           |                        | Convidado              |                        |
| Nill Marcondes                   | Breno                                          |                        | Convidado              |                        |
| Ulisses Silveira                 | Nosferato                                      |                        | Convidado              |                        |
| Lucci Ferreira                   | Rodolfo Guedes                                 |                        | Convidado              |                        |
| Sônia Clara                      | Diana                                          |                        | Convidado              |                        |
| André Santinho                   | Homem Tarântula                                |                        | Convidado              |                        |
| Jonas Torres                     | Electrón                                       |                        | Convidado              |                        |
| Daniel Kallon                    | Multi                                          |                        | Convidado              |                        |
| Victor Ferreira                  | Fog                                            |                        | Convidado              |                        |
| Rogério Barros                   | Papa-Figo                                      |                        | Convidado              |                        |
| Marcelo Ferreira                 | Sansão                                         |                        | Convidado              |                        |
| Alexandre Machafer               | Tsepes                                         |                        | Convidado              |                        |
| Gabriel Azevedo                  | Stoker                                         |                        | Convidado              |                        |
| Tina Kara                        | Valquíria                                      |                        | Convidado              |                        |
| Jéssica Golcci                   | Alice Bandinski                                |                        | Convidado              |                        |
| Fernanda Pontes                  | Vick                                           |                        | Convidado              |                        |
| Paula Guimarães                  | Amapola                                        |                        | Convidado              |                        |
| Gabriela Gomes                   | Sheila                                         |                        | Convidado              |                        |
| Ana Varanda                      | Pati                                           |                        | Convidado              |                        |
| Camila Guebur                    | Fabiana Silva (Mulher Cobra)                   |                        | Convidado              |                        |
| André Santinho                   | Tarântula                                      |                        | Convidado              |                        |
| Izak Dahora                      | Catador de Lixo                                |                        | Convidado              |                        |
| Ulisses Silveira                 | Nosferatu                                      |                        | Convidado              |                        |
| Paulo Reis                       | Comandante Kídor                               |                        | Convidado              |                        |
| Marcelo Capobiango               | Comandante Kai                                 |                        | Convidado              |                        |
| Lívia de Bueno                   | Joana                                          |                        | Convidado              |                        |
| Carolina Magalhães               | Carol Verdi                                    |                        | Convidado              |                        |
| Rafael Zulu                      | Zulu                                           |                        | Convidado              |                        |
| Renata Paschoal                  | Nadir                                          |                        | Convidado              |                        |
| Wanda Grandi                     | Mulher Gato                                    |                        | Convidado              |                        |
| Monique Lafond                   | Nilza                                          |                        | Convidado              |                        |
| Juliana Almeida                  | Morena                                         |                        | Convidado              |                        |
| Sabrina Rosa                     | Gislaine                                       |                        | Convidado              |                        |
| Yago Warren                      | Lobisomem                                      |                        | Convidado              |                        |
| Pietro Mário †                   | Dr. Sabiá                                      |                        | Convidado              |                        |
| Cezar Augusto                    | Lúcio Figueira Rodrigues (Bebê)                |                        | Convidado              |                        |
| Sofia Rezende                    | Juno Fischer Matoso (Bebê)                     |                        | Convidado              |                        |
| Gabriel Mazola                   | Lúcio Figueira Rodrigues (Criança)             |                        | Convidado              |                        |
| Mariana Mamoré                   | Juno Fischer Matoso (Criança)                  |                        | Convidado              |                        |
| Lais Maggessi                    | Pedinte                                        |                        | Convidado              |                        |
| Ricardo Ramory                   | Banhista                                       |                        | Convidado              |                        |
| Maria Clara Bruno                | Mutante do Laboratório                         |                        | Convidado              |                        |
| Alex Teix                        | Advogado Vampiro                               |                        | Convidado              |                        |
| Vinicius Zinn                    | Juan Ferraz                                    |                        |                        | Convidado              |
| Diogo Almeida                    | Garcia                                         |                        |                        | Convidado              |
| Diego Kropotoff                  | Lúcio Figueira Rodrigues (Pré adolescente)     |                        |                        | Convidado              |
| Juliana Azevedo                  | Juno Fischer Matoso (Pré Adolescente)          |                        |                        | Convidado              |
| Fernando Mesquita                | Samuel                                         |                        |                        | Convidado              |
| Diego Francisco                  | Milton Rodrigues (Miltinho)                    |                        |                        | Convidado              |
| Antônio Fragoso                  | Detetive Ubaldo                                |                        |                        | Convidado              |
| Lúcio Andrey                     | Chico Fuzil                                    |                        |                        | Convidado              |
| Bruna di Tullio                  | Rana Vigo (Mulher-Rã)                          |                        |                        | Convidado              |
| Thati Lopes                      | Sônica                                         |                        |                        | Convidado              |
| Rayana Carvalho                  | Mulher Elástica                                |                        |                        | Convidado              |
| Danton Jardim                    | Sr. Drummond                                   |                        |                        | Convidado              |
| Natasha Stransky                 | Taís Paredes (Trans)                           |                        |                        | Convidado              |
| Mariana Barcellos                | Inta Paredes                                   |                        |                        | Convidado              |
| Fátima Freire                    | Milena                                         |                        |                        | Convidado              |
| Darlene Glória                   | Arlete Cordeiro                                |                        |                        | Convidado              |
| Gabriel Gracindo                 | Geraldo Bragança                               |                        |                        | Convidado              |
| Danton Jardim                    | Sr. Drummont                                   |                        |                        | Convidado              |
| Gilberto Gawronski               | Walkiria Star / Valdemar Nunes                 |                        |                        | Convidado              |
| Carla Tausz                      | Camila                                         |                        |                        | Convidado              |
| Priscila Martz                   | Mulher na Praia                                |                        |                        | Convidado              |
| Josi Larger                      | Mutante Vampira                                |                        |                        | Convidado              |